# Kostomlaty pod Milešovkou
Kostomlaty pod Milešovkou – gmina w Czechach, w powiecie Cieplice, w kraju usteckim. Według danych z dnia 1 stycznia 2014 liczyła 892 mieszkańców.
Na terenie gminy znajduje się zamek Sukoslav.